# Erzbistum Tabora
Das Erzbistum Tabora (lat.: Archidioecesis Taboraensis) ist eine in Tansania gelegene römisch-katholische Erzdiözese mit Sitz in Tabora.

## Geschichte
Das Erzbistum Tabora wurde am 11. Januar 1887 durch Papst Leo XIII. aus Gebietsabtretungen des Apostolischen Vikariats Tanganjika als Apostolisches Vikariat Unianyembé errichtet. Das Apostolische Vikariat Unianyembé änderte am 31. Mai 1925 seinen Namen in Apostolisches Vikariat Tabora. Am 8. April 1929 gab das Apostolische Vikariat Tabora Teile seines Territoriums zur Gründung des Apostolischen Vikariates Bukoba ab.
Am 25. März 1953 wurde das Apostolische Vikariat Tabora durch Papst Pius XII. zum Erzbistum erhoben. Das Erzbistum Tabora gab am 25. März 1972 Teile seines Territoriums zur Gründung des Bistums Singida ab. Eine weitere Gebietsabtretung erfolgte am 11. November 1983 zur Gründung des Bistums Kahama.

## Ordinarien

### Apostolische Vikare von Unianyembé (Unyanyembe)
- François Gerboin MAfr, 1897–1912
- Henri Léonard MAfr, 1912–1925

### Apostolische Vikare von Tabora
- Henri Léonard MAfr, 1925–1928
- Joseph-Georges-Édouard Michaud MAfr, 1928–1932, dann Koadjutorvikar von Uganda
- William Joseph Trudel MAfr, 1933–1948
- Cornelius Bronsveld MAfr, 1950–1953

### Erzbischöfe von Tabora
- Cornelius Bronsveld MAfr, 1953–1959
- Marko Mihayo, 1960–1985
- Mario Epifanio Abdallah Mgulunde, 1985–2006
- Paul Ruzoka, 2006–2023
- Protase Kardinal Rugambwa, seit 2023